# Leuville-sur-Orge
Leuville-sur-Orge è un comune francese di 4 197 abitanti situato nel dipartimento dell'Essonne nella regione dell'Île-de-France.

## Società

### Evoluzione demografica
Abitanti censiti

## Amministrazione

### Gemellaggi
- Mtskheta, Georgia, dal 2001